# Letni Olimpijski Festiwal Młodzieży Europy 2009
Letni Olimpijski Festiwal Młodzieży Europy 2009 – 10. edycja letniego olimpijskiego festiwalu młodzieży Europy rozegranego w dniach 18–25 lipca w Tampere.

## Charakterystyka
W zawodach wystartowało 2350 zawodników z 49 państw. W programie zawodów znalazły się następujące sporty: lekkoatletyka, koszykówka, kolarstwo, gimnastyka, piłka ręczna, judo, pływanie, tenis, piłka siatkowa. Głównym stadionem festiwalu był Ratinan Stadion.

## Państwa uczestniczące
| - Albania - Andora - Armenia - Austria - Azerbejdżan - Białoruś - Belgia - Bośnia i Hercegowina - Bułgaria - Chorwacja - Cypr - Czechy - Dania - Estonia - Macedonia Północna - Finlandia - Francja | - Gruzja - Niemcy - Wielka Brytania - Grecja - Węgry - Islandia - Irlandia - Izrael - Włochy - Łotwa - Liechtenstein - Litwa - Luksemburg - Malta - Mołdawia - Monako | - Czarnogóra - Holandia - Norwegia - Polska - Portugalia - Rumunia - Rosja - San Marino - Serbia - Słowacja - Słowenia - Hiszpania - Szwecja - Szwajcaria - Turcja - Ukraina |

## Obiekty

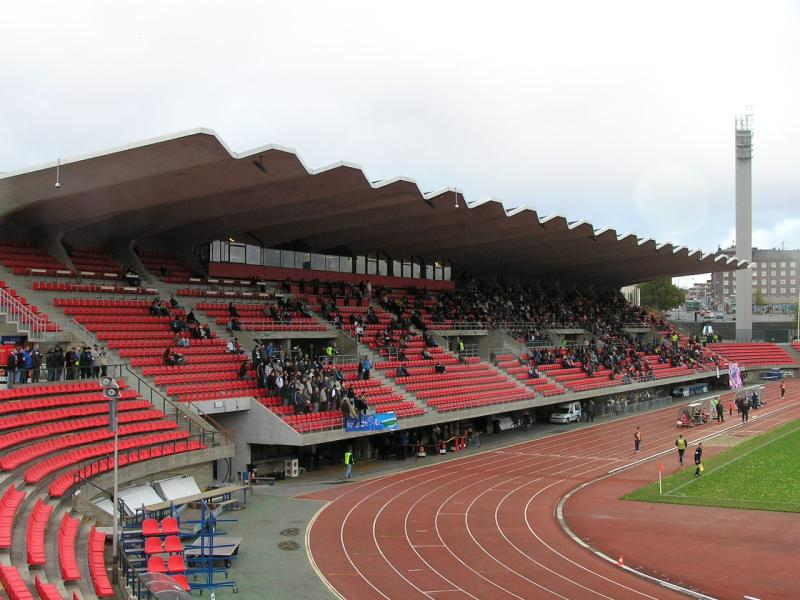
Ratinan Stadion

- Ratinan Stadion
- Hakametsän jäähalli
- Tampereen Messu
- Hervanta
- Tampereen Tenniskeskus
- Tampereen Uintikeskus
- Pyynikin Palloiluhalli
- Pyynikki

## Polska
Polska zdobyła 14 medali – 3 złote, 4 srebrne oraz 7 brązowych.

### Złoto
- Drużyna siatkarzy
- Mikołaj Machnik – pływanie, 100 metrów stylem klasycznym
- Mateusz Wysoczyński, Mikołaj Machnik, Łukasz Chmiel, Paweł Werner – pływanie, sztafeta 4x100 metrów stylem zmiennym

### Srebro
- Marcin Suzin – pływanie, 200 metrów stylem zmiennym
- Mikołaj Machnik – pływanie, 200 metrów stylem klasycznym
- Donata Kilijańska – pływanie, 800 metrów stylem dowolnym
- Marcin Witkowski – judo, kategoria poniżej 73 kilogramów

### Brąz
- Klaudia Konopko – lekkoatletyka, 200 metrów
- Donata Kilijańska – pływanie, 400 metrów stylem dowolnym
- Michał Szuba – pływanie, 1500 metrów stylem dowolnym
- Łukasz Chmiel – pływanie, 200 metrów stylem motylkowym
- Jakub Zakrzewski – judo, kategoria poniżej 90 kilogramów
- Maja Rasińska – judo, kategoria poniżej 48 kilogramów
- Weronika Czempik – judo, kategoria poniżej 70 kilogramów